# Brown Metallic
『Brown Metallic』（ブラウン・メタリック）は、クレイジーケンバンドの6枚目のオリジナル・アルバム。2004年6月23日にAlmond EyesよりCDが発売。2015年3月25日にはアナログ盤が発売された。

## 収録曲
特記以外　作詞・作曲：横山剣
作詞・作曲：小野瀬雅生（10,15）
作詞：横山剣/菅原愛子（5）駒井瞭（19）
作曲：横山剣/スモーキー・テツニ/菅原愛子（5）小野瀬雅生（6）
1. Barrio Chino　3:07
2. ロサンゼルスの中華街　4:18
3. El Diablo　5:03
4. True Colors　3:36
5. Midnight Cruiser　5:55
6. ボックスフィッシュ・パラダイス　4:09
7. 満漢全席 一楼　0:23
8. レコード　5:48
9. 殺したいほど好き　3:33
10. 大電気菩薩峠　5:14
11. 息子　5:25
12. 満漢全席 ニ楼　0:25
13. ☆☆☆☆☆　4:41
14. あぶく　4:49
15. Catwalk　4:55
16. OOPS! KITTYCHANG　3:31
17. 木彫りの龍　3:28
18. 満漢全席 三楼　0:23
19. いいね!横浜 G30（Sunaga t Experience "Rebirth" RMX）　4:24